# Reynell Taalontwikkelingsschaal
De Reynell Taalontwikkelingsschaal, kortweg RTOS, is een gestandaardiseerd instrument om de vorderingen in de taalverwerving te meten bij Nederlandstalige kinderen van twee tot vijf jaar.

## Het testmateriaal
De RTOS is afgeleid van de Engelse Reynell Developmental Language Scales. Er wordt gebruikgemaakt van eenvoudig materiaal dat bij de meeste kinderen bekend is. Er zijn twee onderdelen:
- De schaal taalbegrip
- De schaal taalproductie

De schaal taalbegrip meet de vorderingen van "de receptieve taalontwikkeling". De proefleider creëert een aantal gestandaardiseerde (spel)situaties waarbij het kind opdrachten uitvoert; hieruit blijkt in hoeverre het kind Nederlandstalige instructies begrijpt. De opdrachten zijn gerangschikt volgens stijgende moeilijkheidsgraad.
De schaal taalproductie bestaat uit een aantal situatieprenten, waarbij de kinderen zelf taal moeten produceren (zoals nazeggen, benoemen, vertellen of rijmen). Ook de spontane taalproductie tijdens de testafname wordt beoordeeld, zowel naar (woord)inhoud, uitspraak als grammatica.

## Toepassing
In de regel is de afname van de RTOS voorbehouden aan ervaren proefleiders, met minstens een bachelordiploma, of bij voorkeur een master in de logopedie, psychologie of pedagogiek. De test is grondig genormeerd op meer dan 1200 kinderen. Aangezien alleen Vlaamse kinderen in de representatieve steekproef zijn opgenomen, is de test minder geschikt voor afname in Nederland. Daar wordt de Utrechtse Taalniveau Test (UTANT) meer gebruikt, tenminste als het leeftijdsbereik dat toelaat.